# Velçan (Pogradec)
Velçan falu és alközség Albánia délkeleti részén, a Shkumbin felső folyásától nyugatra elterülő hegyvidéken, Pogradectől légvonalban 17, közúton 42 kilométerre északnyugati irányban. Korça megyén és Pogradec községen belül Velçan alközség központja, amelynek további települései Bishnica, Buzahishta, Jolla, Laktesh, Losnik, Senishta és Shpella. A 2011-es népszámlálás alapján Velçan alközség népessége 2548 fő.
A Shkumbin észak–déli irányú legfelső völgyszakaszát övező középhegységi Mokra-vidék nyugati vonulataiban fekszik. A területet mély szurdokvölgyek tagolják, így például Laktesh közelében a Velçani-szoros (Gryka e Velçanit), Shpella és Jolla térségében pedig a Bishnicai-szoros (Gryka e Bishnicës). Jollától keletre, Llënga irányában egy török kori kőhíd áll az egyik patakvölgyben.